# آبشار خربزان
آبشارهای هفت‌گانهٔ خربزان، مجموعه‌ای از آبشارهای طبیعی واقع در نزدیکی روستای خربزان (آبشاران) در بخش زرین‌آباد شهرستان دهلران، استان ایلام هستند. این آبشارها که در دامنه‌های رشته‌کوه کبیرکوه جریان دارند، به‌عنوان یکی از جاذبه‌های مهم گردشگری استان ایلام شناخته می‌شوند. وجود هفت آبشار پلکانی با ارتفاع‌ها و ویژگی‌های متفاوت، این منطقه را به یکی از مقاصد محبوب طبیعت‌گردی و کوهنوردی در غرب ایران تبدیل کرده است.

## ویژگی‌های طبیعی
آبشارهای هفت‌گانهٔ خربزان در بستر طبیعی رشته‌کوه کبیرکوه شکل گرفته‌اند و از جریان رودخانه‌ای که از ارتفاعات این کوهستان سرچشمه می‌گیرد تغذیه می‌شوند. این آبشارها به‌صورت پلکانی و در امتداد یک درهٔ سرسبز قرار گرفته‌اند و هر کدام دارای ارتفاع و ویژگی‌های منحصر به فردی هستند. از میان این هفت آبشار، چهار آبشار اصلی به دلیل حجم آب بیشتر و دسترسی آسان‌تر، شهرت و محبوبیت بیشتری میان گردشگران دارند. این چهار آبشار عبارت اند از:
- آبشار طاف دارولی اول: پایین‌دست‌ترین آبشار مجموعه با دسترسی آسان که اغلب به‌عنوان نقطه آغاز مسیر گردشگران شناخته می‌شود.
- آبشار طاف دارولی دوم: آبشاری مرتفع‌تر با جریان پرآب‌تر و حوضچه‌ای مناسب برای شنا در فصول گرم سال.
- آبشار طاف دارولی سوم: دارای مسیر کوهستانی نسبتاً دشوارتر که بیشتر مورد علاقه کوهنوردان و طبیعت‌گردان حرفه‌ای است.
- آبشار طاف سلیمان‌شاه: مرتفع‌ترین و زیباترین آبشار این مجموعه که در کنار آن بیشه‌زار و پوشش گیاهی متراکمی قرار دارد و چشم‌اندازی زیبا ایجاد کرده است.[۱]

این آبشارها با توجه به موقعیت کوهستانی و پوشش گیاهی متنوع شامل درختان بلوط، زالزالک و گون، زیستگاهی مناسب برای گونه‌های مختلف جانوری نیز فراهم کرده‌اند.
این آبشارها علاوه بر ارزش گردشگری، به دلیل نقش مهم در تأمین منابع آب کشاورزی و پوشش گیاهی منطقه، اهمیت زیست‌محیطی نیز دارند. بهترین زمان بازدید از این آبشارها فصل بهار و اوایل تابستان است که دبی آب افزایش یافته و منطقه در اوج سرسبزی قرار دارد.